# Åbo och Björneborgs län
Åbo och Björneborgs län var under åren 1634–1997 ett län i sydvästra Finland. Residensstad var Åbo. Länet omfattade efter 1918 mer eller mindre landskapen Egentliga Finland och Satakunda. Tidigare ingick även Åland.
I samband med länsreformen 1997 blev länet en del av Västra Finlands län den 1 september 1997.

## Gränsändringar
1 januari 1990 tillfördes Somero kommun från Tavastehus län. 1 januari 1993 överfördes städerna Ikalis och Parkano samt kommunerna Kihniö, Mouhijärvi, Tavastkyro och Viljakkala till Tavastehus län.
|  |  |  |  |  |

## Kommuner 1997
| - Alastaro - Aura - Björneborg - Bjärnå - Dragsfjärd - Eura - Euraåminne - Finby - Gustavs - Halikko - Harjavalta - Honkajoki - Houtskär - Iniö - Jämijärvi - Kankaanpää - Karinais - Karvia | - Kiikala - Kikois - Kimito - Kisko - Kiukais - Kjulo - Kodisjoki - Kumo - Korpo - Koskis - Kulla - Kuusjoki - Lappi - Lavia - Lemo - Letala - Loimaa - Loimaa kommun | - Lundo - Luvia - Masko - Mellilä - Merimasku - Mietois - Muurla - Nagu - Nakkila - Norrmark - Nousis - Nystad - Nådendal - Oripää - Pargas - Pemar - Pikis - Pungalaitio | - Pyhäranta - Påmark - Pöytis - Raumo - Reso - Rimito - Rusko - Sagu - Salo - Sastmola - Siikais - Somero - S:t Bertils - S:t Karins - S:t Mårtens - Suodenniemi - Suomusjärvi - Säkylä | - Tarvasjoki - Tövsala - Ulvsby - Vahto - Vambula - Vammala - Velkua - Vemo - Villnäs - Virmo - Vittis - Västanfjärd - Yläne - Åbo - Äetsä |

### Tidigare kommuner
| - Angelniemi - Hitis - Hinnerjoki - Honkilax - Kakskerta - Kaland - Karjala - Karkku - Karuna - Kauvatsa - Keikyä - Kiikka - Kustö - Lokalax | - S:t Marie - Metsämaa - Nystads landskommun - Nådendals landskommun - Patis - Pargas landskommun - Björneborgs landskommun - Pyhämaa - Raumo landskommun - Suoniemi - Tyrvis - Uskela - Vittisbofjärd |

## Landshövdingar
- Bror Rålamb 1634–1637
- Melkior von Falkenberg 1637–1641
- Melkior von Falkenberg 1641–1642 Åbo län
- Knut Lilliehöök 1642–1646 Åbo län
- Ej landshövding 1641–1646 för Björneborgs län
- Knut Lilliehöök 1647–1648
- Lorentz Creutz den äldre 1649–1655
- Erik von der Linde 1655–1666
- Ernst Johan Creutz 1666
- Harald Oxe 1666–1682
- Lorentz Creutz den yngre 1682–1698
- Jakob Bure 1698–1706
- Justus von Palmberg 1706–1714
- Johan Stiernstedt 1711–1713 tf. och 1714–1722
- Otto Reinhold Yxkull 1722–1746
- Lars Johan Ehrenmalm (urspr. Malm)  1744–1747 tf. och 1747–1749
- Johan Georg Lillienberg 1749–1757
- Jeremias Wallén (urspr. Wallenius)  1757–1768
- Kristoffer Johan Rappe 1769–1776
- Fredrik Ulrik von Rosen 1776–1781
- Nils Fredenskiöld (urspr. Hasselbom)  1780 tf.
- Magnus Wilhelm Armfelt 1782–1790
- Joakim von Glan 1790–1791 tf.
- Ernst Gustaf von Willebrand 1790–1806
- Olof Wibelius 1801–1802 tf.
- Knut von Troil 1806–1816
- Otto Herman Lode 1811–1813 tf.
- Carl Erik Mannerheim 1816–1826
- Lars Gabriel von Haartman 1820–1822 tf.
- Erik Wallenius (adlad Wallensköld) 1822–1826 tf. och 1826–1828
- Adolf Broberg 1828–1831
- Lars Gabriel von Haartman 1831–1842
- Gabriel Anton Cronstedt 1840–1842 tf. och 1841–1856
- Samuel Werner von Troil 1856 tf.
- Carl Fabian Theodor Langenskiöld 1856–1858
- Selim Mohamed Ekbom 1857–1858 tf.
- Johan Axel Cedercreutz 1858–1863 tf. och 1863
- Carl Magnus Creutz 1864–1866 tf. 1866–1889
- Axel Gustaf Samuel von Troil 1889–1891
- Wilhelm Theodor von Kraemer 1891–1903
- Theodor Hjalmar Lang (senare Langinkoski)  1903–1905
- Knut Gustaf Nikolai Borgenström 1905–1911
- Eliel Ilmari Wuorinen 1911–1917
- Albert Alexander von Hellens 1917 tf.
- Karl Johan Michael Collan 1917–1918 tf. och 1918–1922
- Iwar Aminoff 1918 tf.
- Aukusti Aho 1918–1920 tf.
- Ilmari Helenius 1922–1932
- Wilho Kyttä 1932–1948 och 1948–1949 tf.
- Erkki Härmä 1949–1957
- Esko Kulovaara 1957–1971
- Yrjö Aliharmi 1971–1972 tf.
- Sylvi Siltanen 1972–1976 och 1976–1977 tf.
- Paavo Aitio 1977–1985
- Pirkko Työläjärvi 1985–1997